# Egestorf (Deister)
Egestorf (niederdeutsch Estörp) ist ein Ortsteil der Stadt Barsinghausen in der Region Hannover in Niedersachsen.

## Geografie
Egestorf liegt unmittelbar am nördlichen Rand des Deister und grenzt im Süden an den Ortsteil Wennigser Mark der Gemeinde Wennigsen. Zum Westen hin geht Egestorf in den Barsinghäuser Ortsteil Kirchdorf über. Nordöstlich befindet sich der Ortsteil Langreder.

## Geschichte

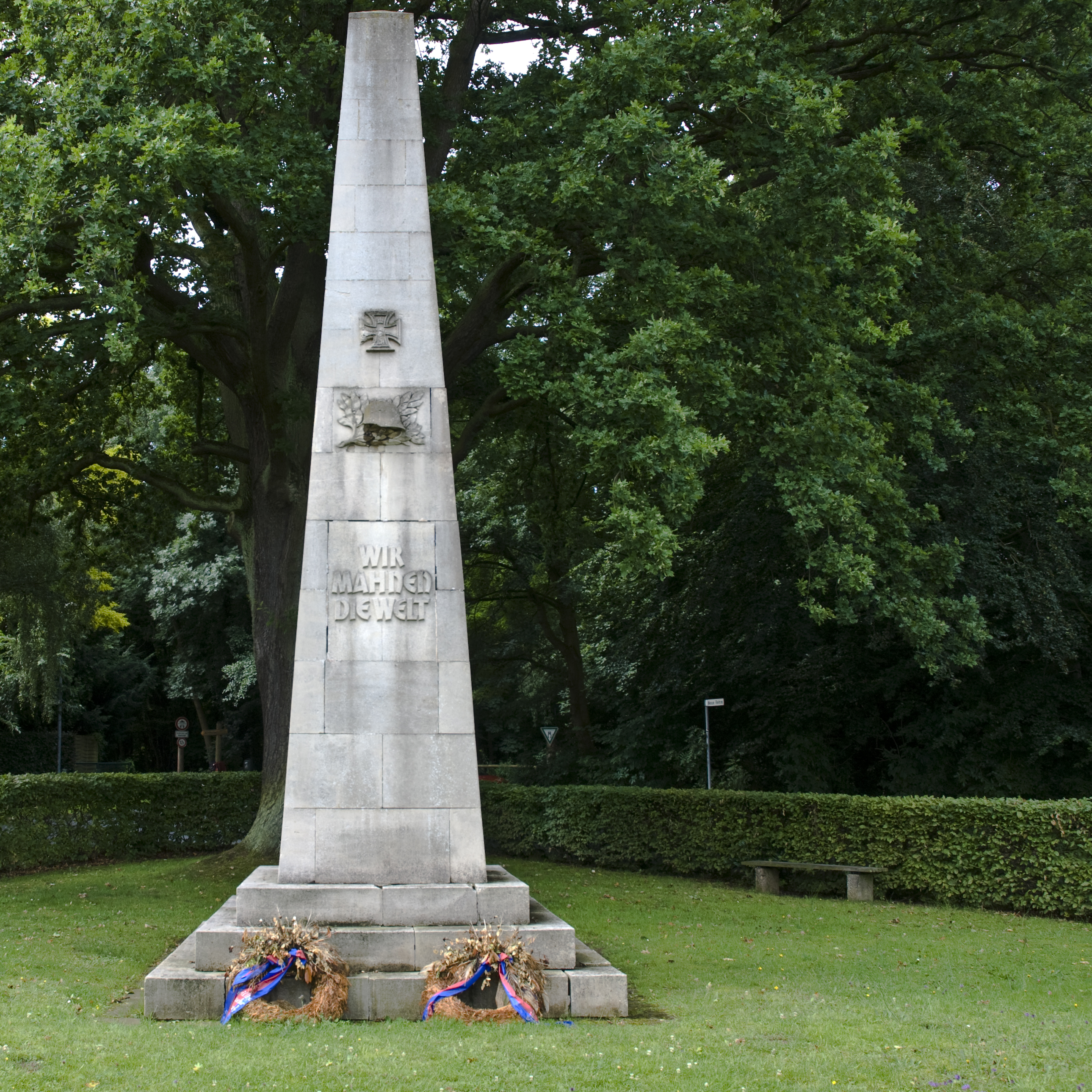
Eines der beiden Kriegerdenkmale in Egestorf

Egestorf ist aus den drei Dörfern Hedestorp, Ammerke und Helmeringehusen entstanden. Eine erste urkundliche Erwähnung finden Hedestorpe und Helmeringehusen in einer Urkunde des Papstes Innozenz III. an das Kloster Barsinghausen im Jahre 1216, wo die Abgabe des Zehnt an das Kloster festgelegt wurde. Das Flurstück Ammerke ist noch heute vorhanden – Helmeringehusen als großes Dorf hatte bereits eine eigene Kapelle nebst katholischen Kaplan und befand sich im Gebiet des Helmerfeldes – die heutige Geibelstraße. Die drei Orte wurden während der Hildesheimer Stiftsfehde (1519 bis 1523) völlig verwüstet. Im Dreißigjährigen Krieg lebten nur noch 39 Familien im Ort. Bis 1654 zogen wieder 15 Familien hinzu. Im Jahre 1966 fand eine Feier zum 750-jährigen Bestehen der damals noch selbständigen Gemeinde statt.

### Steinkohlebergbau

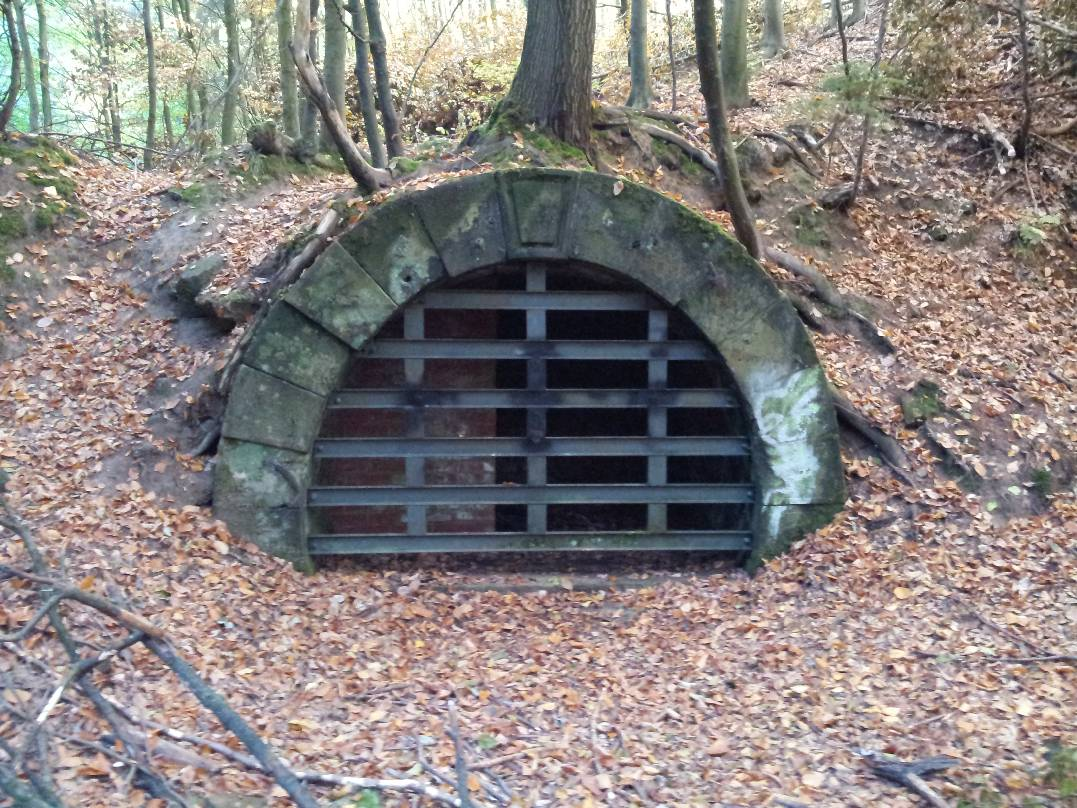
Mundloch des Egestorfer Stollens

Mitte des 19. Jahrhunderts begann im Gebiet der Deistererhebung „Hohe Warte“ südlich von Egestorf der Abbau von Steinkohle. Es entstand im Rahmen des Steinkohle-Bergbaus im Deister eine ganze Reihe von Stollen im Bereich Egestorf.
Im Bereich „Hohe Warte“ nahe dem Nienstedter Pass wurden dabei mehrere Fachwerkgebäude errichtet. Nach Einstellung der Kohleförderung um 1935 dienten diese Bauten ab 1940 als Lager für serbische Kriegsgefangene. Von 1947 bis 1989 befand sich dort das Kinderheim Hohe Warte der Arbeiterwohlfahrt (AWO). Danach nutzte die Stadt Barsinghausen die Häuser bis 1994 als Asylbewerberunterkunft und Hausmeisterwohnung. Eine dauerhafte Nutzung als Reiterhof (von 1997 bis 2003) scheiterte, da eine Abrissverfügung erlassen wurde. Im Dezember 2007 wurden die inzwischen teils baufälligen Gebäude abgetragen. Das Areal der AWO befindet sich in einem Landschaftsschutzgebiet und wird wieder renaturiert.

### Stadt Barsinghausen
Die räumliche Verbindung Egestorfs mit Kirchdorf und Barsinghausen führte 1968 zu einem ersten kommunalen Zusammenschluss der drei Orte unter dem Namen Barsinghausen. In der Folge mussten viele in Barsinghausen nun doppelt vorhandene Straßennamen geändert werden. So wurde z. B. aus der Bahnhofstraße in Egestorf die Wennigser Straße. Seit der Verleihung der Stadtrechte für Barsinghausen im Jahr 1969 ist Egestorf von der Einwohnerzahl her der zweitgrößte Stadtteil von Barsinghausen.

### Einwohnerzahlen
- 1853: ca. 600
- 1925: 1985 (Volkszählung 16. Juni 1925)
- 1933: 2052 (Volkszählung 16. Juni 1933)
- 1966: über 4000
- 1994: 7989
- 1998: 8064
- 2002: 8020
- 2006: 8992

## Politik

### Stadtrat und Bürgermeister
Egestorf wird auf kommunaler Ebene von dem Rat der Stadt Barsinghausen vertreten.

### Wappen
Der Entwurf des Kommunalwappens von Egestorf stammt von dem Heraldiker und Grafiker Alfred Brecht, der sämtliche Wappen in der Region Hannover entworfen hat. Die Genehmigung des Wappens wurde am 1. November 1962 durch den Regierungspräsidenten Hannover erteilt.
| Wappen von Egestorf | Blasonierung: „Gold : Grün geteilt, oben aus der Teilung wachsend drei grüne Fichten, unten ein goldener Baumstamm, gekreuzt mit einer silbernen Baumsäge mit goldenen Griffen.“ |
| Wappen von Egestorf | Wappenbegründung: Das Wappen von Egestorf symbolisiert mit den drei Fichten das Andenken an die früher selbstständigen drei Orte, die erstmals urkundlich als Anmarki, Helmerchingehusen und Hesdesdorpe erwähnt wurden. Der untere Teil des Wappens steht für die Lage des Dorfes am Deisterrand mit eigenem Waldbestand und den dadurch gegebenen Erwerbsmöglichkeiten. |

## Kultur und Sehenswürdigkeiten

### Baudenkmale
→ Siehe: Liste der Baudenkmale in Egestorf

### Sport
In Egestorf spielt der Fußballverein 1. FC Germania Egestorf/Langreder, welcher seit dem Abstieg aus der Regionalliga Nord 2019 in der fünfklassigen Oberliga Niedersachsen spielt. Die Heimspiele werden im Stadion an der Ammerke (1200 Plätze) ausgetragen.

## Wirtschaft und Infrastruktur
Seit 1872 ist Egestorf durch die Deisterbahn mit Hannover verbunden. Nach einer kurzen Zeit des Betriebs mit Diesellokomotiven Mitte der 1960er Jahre erfolgt der Zugverkehr seit 1969 elektrisch – die Beförderung von Stückgut stellte die Deutsche Bundesbahn Anfang der 1970er Jahre ein. Im Vorfeld der EXPO 2000 in Hannover wurden die Bahnsteiganlagen vom alten Gebäude weg nach Osten verlegt und gleichzeitig S-Bahn-gerecht ausgebaut. Der Bahnhof Egestorf (Deister) befindet sich unmittelbar am Waldrand und ist gleichzeitig Umsteigepunkt für mehrere Buslinien.

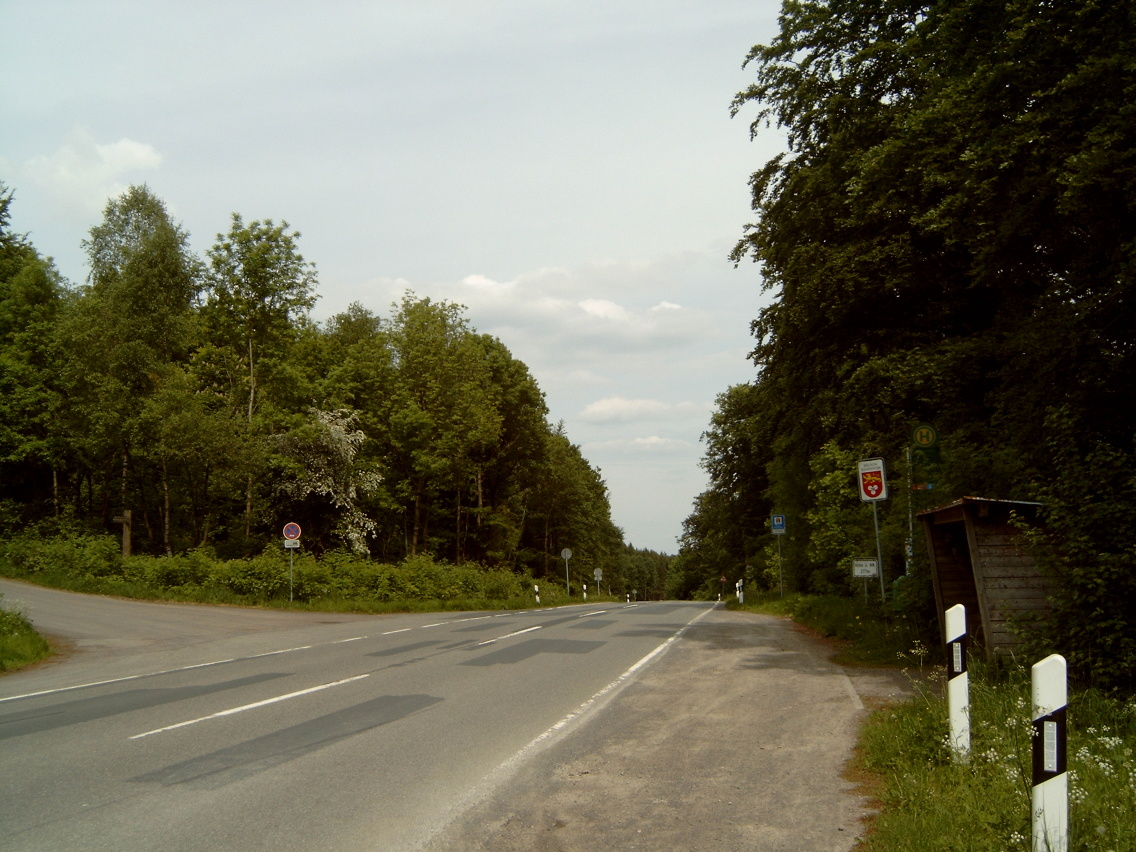
Passstraße Richtung Egestorf (Deister), NHN

| Linie | Verlauf | Takt   |
| ----- | --- | ------ |
| S 1   | Minden (Westf) – Bückeburg – Kirchhorsten – Stadthagen – Lindhorst (Schaumb-Lippe) – Haste (Han) – Wunstorf – Dedensen-Gümmer – Seelze – Letter – Hannover-Leinhausen – Hannover-Nordstadt – Hannover Hbf – Hannover Bismarckstraße – Hannover-Linden/Fischerhof – Hannover-Bornum – Empelde – Ronnenberg – Weetzen – Lemmie – Wennigsen (Deister) – Egestorf (Deister) – Kirchdorf (Deister) – Barsinghausen – Winninghausen – Bantorf – Bad Nenndorf – Haste (Han) Stand: Fahrplanwechsel Juni 2022 | 60 min |
| S 2   | Nienburg (Weser) – Linsburg – Hagen (Han) – Eilvese – Neustadt am Rübenberge – Poggenhagen – Wunstorf – Dedensen-Gümmer – Seelze – Letter – Hannover-Leinhausen – Hannover-Nordstadt – Hannover Hbf – Hannover Bismarckstraße – Hannover-Linden/Fischerhof – Hannover-Bornum – Empelde – Ronnenberg – Weetzen – Lemmie – Wennigsen (Deister) – Egestorf (Deister) – Kirchdorf (Deister) – Barsinghausen – Winninghausen – Bantorf – Bad Nenndorf – Haste (Han) Stand: Fahrplanwechsel Juni 2022       | 60 min |

Ende des 19. Jahrhunderts wurde von der Straßenbahn Hannover AG (ab 1921: üstra) die Straßenbahnlinie 10 eröffnet, die 1898 zunächst von Hannover über Empelde, Benthe bis Gehrden verlief, im Jahr darauf über Leveste, Langreder, Egestorf bis Barsinghausen verlängert wurde und bis 1953 auch zur Güterbeförderung (Kartoffeln/Getreide/Rüben/Steine/Kohle) diente. Die Personenbeförderung war bereits 1952 durch die Buslinie O 10 ersetzt worden. Mit der Straßenbahn kam auch der elektrische Strom in den Ort – die Stromversorgung des Landkreises Hannover – Egestorf/Deister gehörte bis 1932 zum Kreis Linden – wurde erst 1914 abgeschlossen (siehe auch: Geschichte der Straßenbahn in Hannover).
Die Nienstedter Straße in Egestorf führt als Landesstraße 401 durch den Nienstedter Pass (276,6 m NHN) über den Deister Richtung Nienstedt und von dort weiter nach Eimbeckhausen. Es handelt sich um die einzige Straßenverbindung über den Höhenzug des Deisters.

## Persönlichkeiten
Söhne und Töchter des Ortes 
- Johann Christian von Danckwerth (1718–1791), Jurist, Oberamtmann und königlich-schwedischer Intendant in Bremen
- Fritz Ahrberg (1866–1959), Unternehmer und Gründer der gleichnamigen Wurstfabrik
- Fritz Brase (1875–1940), Musiker, Kapellmeister und Komponist